# Marcia Fudge
Marcia Louise Fudge (Cleveland, 29 de octubre de 1952) es una política estadounidense que se desempeña como congresista por el 11.º distrito congresional de Ohio. Es miembro del Partido Demócrata, fue elegida para la Cámara de Representantes en las elecciones especiales de 2008 para ocupar el lugar de la congresista Stephanie Tubbs Jones quien falleció en el cargo. Fudge fue presidenta del Caucus Afroamericano en el 113.º Congreso. El presidente Joe Biden la nominó para dirigir el Departamento de Vivienda y Desarrollo Urbano de los Estados Unidos.